# Fistulinella viscida
Fistulinella viscida är en svampart som först beskrevs av Robert Francis Ross McNabb, och fick sitt nu gällande namn av Rolf Singer 1978. Fistulinella viscida ingår i släktet Fistulinella och familjen Boletaceae.   Inga underarter finns listade i Catalogue of Life.